# Camelback Ridge
Camelback Ridge ist ein kurzer Gebirgskamm im westantarktischen Ellsworthland. In den Jones Mountains ragt er unmittelbar westlich des Pemmican Bluff auf. Besonderes Merkmal sind die zwei Erhebungen an den Enden des Gebirgskamms mit Höhen von 1180 m bzw. 1141 m.
Die Mannschaft der University of Minnesota, die von 1960 bis 1961 die Jones Mountains erkundete, benannte ihn nach seiner Erscheinungsform, die mit den beiden Erhebungen an einen Kamelrücken erinnert.